# Doleschallia romana
Doleschallia romana är en fjärilsart som beskrevs av Hans Fruhstorfer 1912. Doleschallia romana ingår i släktet Doleschallia och familjen praktfjärilar. Inga underarter finns listade i Catalogue of Life.